# Lahiri Mahasaya

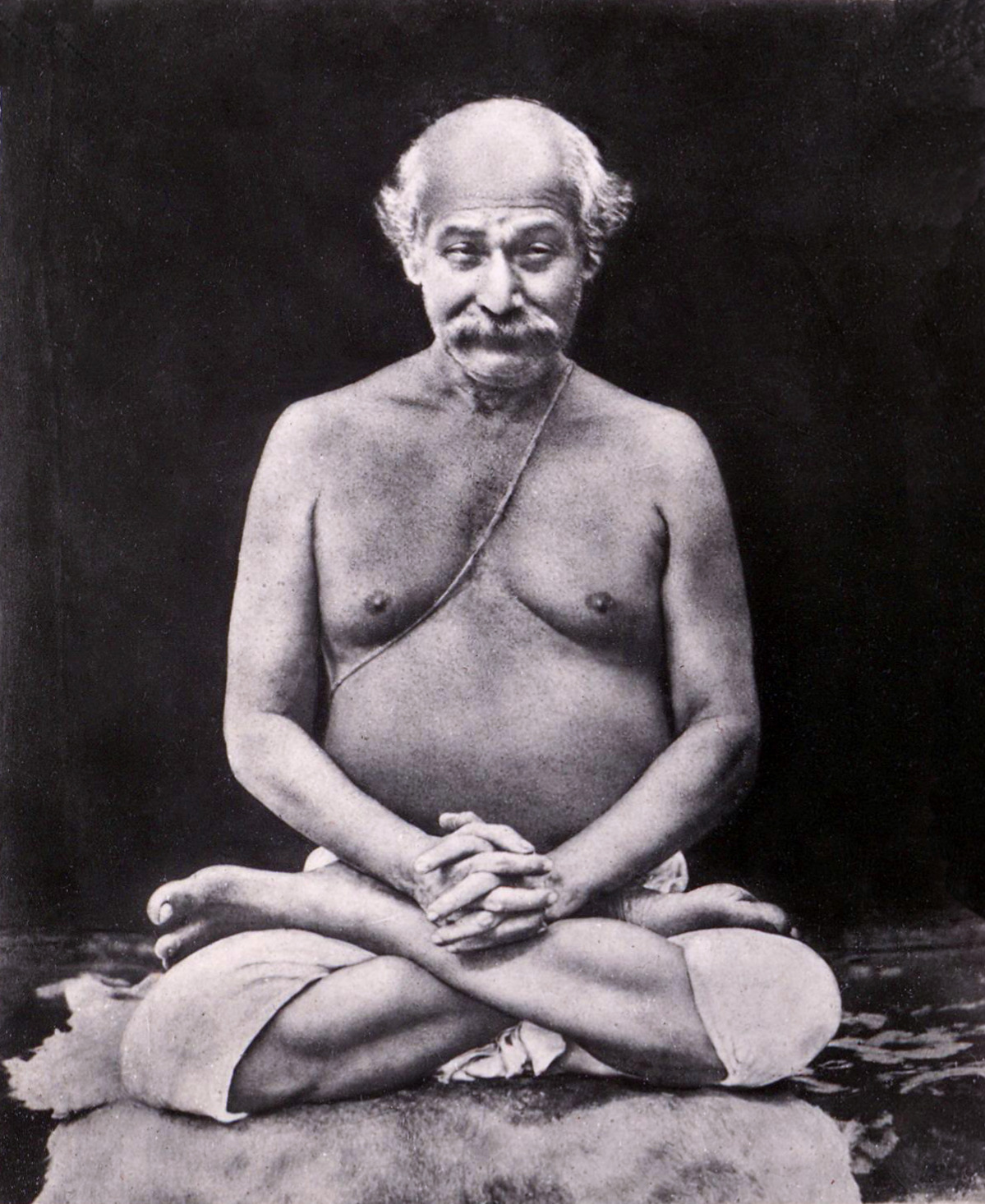
Lahiri Mahasaya

Lahiri Mahasaya (* 30. September 1828 in Ghurnigram, Bengalen; † 26. September 1895 in Varanasi, Indien; bürgerlicher Name: Shyama Charan Lahiri) war ein geistlicher Lehrer, Yogi und Guru, zu seinen Schülern gehörten Swami Sri Yukteswar und die Eltern von Paramhansa Yogananda. Der Titel Mahasaya soll ihn als „Große Seele“ ausweisen und seine herausragende Bedeutung unter den Yogis des 19. Jahrhunderts unterstützten.

## Leben
Für einen Guru wie Lahiri Mahasaya ist es eher ungewöhnlich, dass er verheiratet und Vater war. Als normaler Bürger, der seinen täglichen, weltlichen Pflichten nachgeht, praktizierte er nach Ansicht seiner Anhänger dennoch erfolgreich Yoga. Lahiri Mahasaya lebte mit seiner Familie in Varanasi und unterrichtete seine Schüler im Hof seines Hauses.

## Wirken
Mit 30 Jahren begegnete er seinem Guru Mahavatar Babaji. Babaji weihte ihn in einer Höhle im Himalaya in den Kriya Yoga ein und beauftragte ihn, diese Methode der "Vereinigung ... mit dem Unendlichen" fortan zu verbreiten. Die sehr alten Kriya Yoga Techniken waren in vorchristlicher Zeit von Krishna erkannt und weitergegeben worden. Sie galten indes schon seit vielen Jahrhunderten als verloren und wurden nun durch Lahiri Mahasaya wieder eingeführt. Lahiri Mahasaya weihte Menschen unabhängig von ihrem Glauben, ihrer Religion oder Kaste ein. Zu seinen Schülern gehörten nicht nur Hindus, sondern auch Christen, Muslime sowie Monisten und Dualisten oder auch Menschen ohne besonderen Glauben.